# Cosmoscarta bispecularis
Cosmoscarta bispecularis är en insektsart som först beskrevs av White 1844.  Cosmoscarta bispecularis ingår i släktet Cosmoscarta och familjen spottstritar. Inga underarter finns listade i Catalogue of Life.

## Bildgalleri

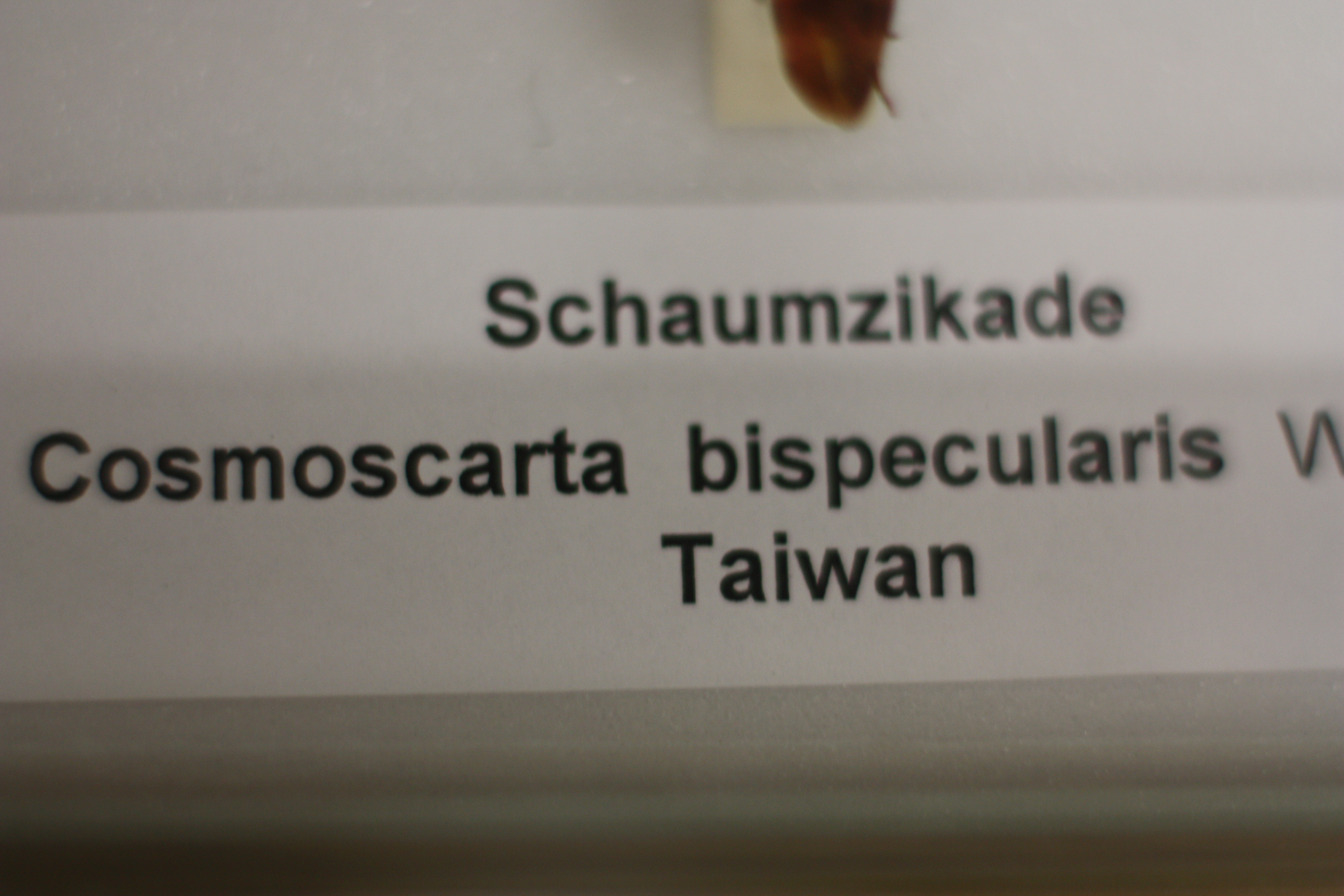
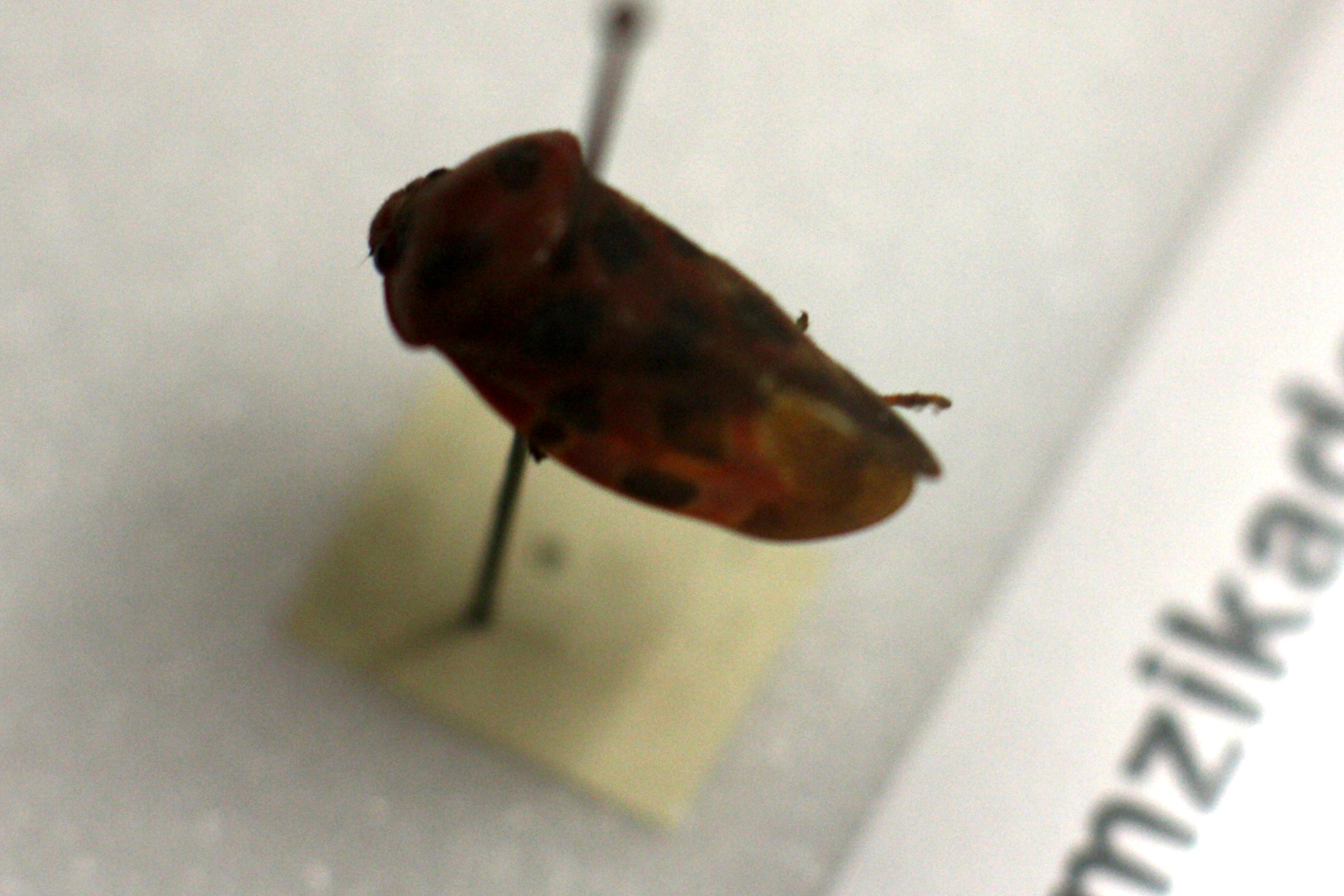
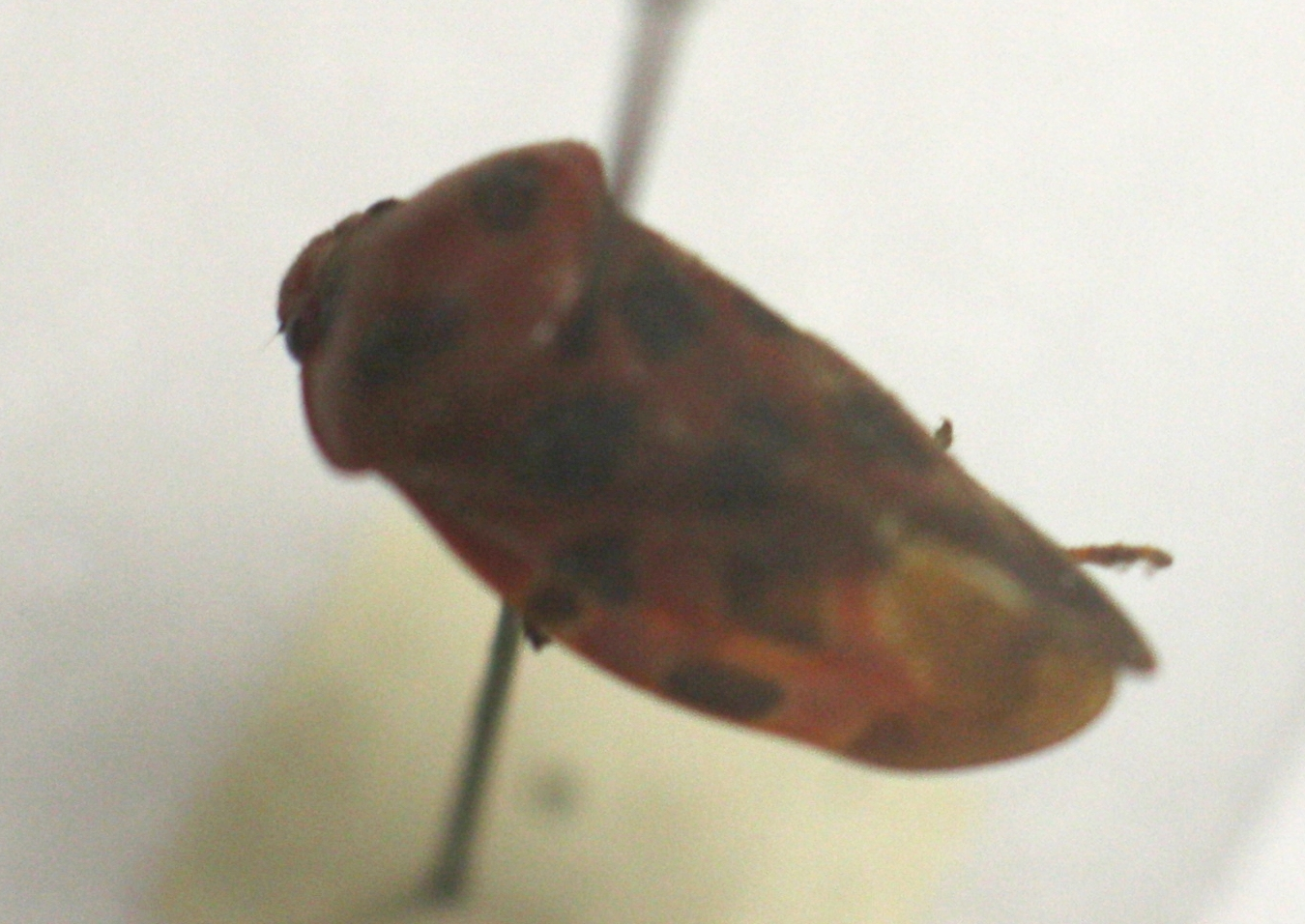